# Guatemala op de Olympische Zomerspelen 2020
Guatemala nam deel aan de Olympische Zomerspelen 2020 in Tokio, Japan.

## Atleten
Hieronder volgt een overzicht van de atleten die zich verzekerden van deelname aan de Olympische Zomerspelen 2020.
| sport            | mannen | vrouwen | totaal |
| ---------------- | ------ | ------- | ------ |
| Atletiek         | 7      | 2       | 9      |
| Badminton        | 1      | 1       | 2      |
| Gewichtheffen    | 0      | 1       | 1      |
| Judo             | 1      | 0       | 1      |
| Moderne vijfkamp | 1      | 0       | 1      |
| Roeien           | 0      | 2       | 2      |
| Schietsport      | 1      | 2       | 3      |
| Wielersport      | 1      | 0       | 1      |
| Zeilen           | 1      | 1       | 2      |
| Zwemmen          | 1      | 1       | 2      |
| totaal           | 14     | 10      | 24     |

## Sporten

### Atletiek
Mannen
Loopnummers
| atleet                  | onderdeel          | series   | series | kwartfinale | kwartfinale | halve finale | halve finale | finale      | finale |
| atleet                  | onderdeel          | tijd     | rang   | tijd        | rang        | tijd         | rang         | tijd        | rang   |
| ----------------------- | ------------------ | -------- | ------ | ----------- | ----------- | ------------ | ------------ | ----------- | ------ |
| Luis Grijalva           | 5000m mannen       | 13.34,11 | 10 q   | n.v.t.      | n.v.t.      | n.v.t.       | n.v.t.       | 13.10,09 NR | 12     |
| José Oswaldo Calel      | 20 km snelwandelen | n.v.t.   | n.v.t. | n.v.t.      | n.v.t.      | n.v.t.       | n.v.t.       | 1:26.55     | 30     |
| José Alejandro Barrondo | 20 km snelwandelen | n.v.t.   | n.v.t. | n.v.t.      | n.v.t.      | n.v.t.       | n.v.t.       | DSQ         | DSQ    |
| José Eduardo Ortiz      | 20 km snelwandelen | n.v.t.   | n.v.t. | n.v.t.      | n.v.t.      | n.v.t.       | n.v.t.       | 1:28.57     | 40     |
| Bernardo Barrondo       | 50 km snelwandelen | n.v.t.   | n.v.t. | n.v.t.      | n.v.t.      | n.v.t.       | n.v.t.       | 4:08.34     | 34     |
| Luis Ángel Sánchez      | 50 km snelwandelen | n.v.t.   | n.v.t. | n.v.t.      | n.v.t.      | n.v.t.       | n.v.t.       | DNF         | DNF    |
| Érick Barrondo          | 50 km snelwandelen | n.v.t.   | n.v.t. | n.v.t.      | n.v.t.      | n.v.t.       | n.v.t.       | DSQ         | DSQ    |

Vrouwen
Loopnummers
| atlete        | onderdeel          | series | series | kwartfinale | kwartfinale | halve finale | halve finale | finale  | finale |
| atlete        | onderdeel          | tijd   | rang   | tijd        | rang        | tijd         | rang         | tijd    | rang   |
| ------------- | ------------------ | ------ | ------ | ----------- | ----------- | ------------ | ------------ | ------- | ------ |
| Mirna Ortiz   | 20 km snelwandelen | n.v.t. | n.v.t. | n.v.t.      | n.v.t.      | n.v.t.       | n.v.t.       | 1:40.23 | 44     |
| Mayra Herrera | 20 km snelwandelen | n.v.t. | n.v.t. | n.v.t.      | n.v.t.      | n.v.t.       | n.v.t.       | 1:44.30 | 50     |

### Badminton
Mannen
| atlete       | onderdeel | groepsfase               | groepsfase              | groepsfase           | groepsfase | eliminatie                       | kwartfinale              | halve finale               | finale / BM                  | finale / BM |
| atlete       | onderdeel | tegenstander uitslag     | tegenstander uitslag    | tegenstander uitslag | rang       | tegenstander uitslag             | tegenstander uitslag     | tegenstander uitslag       | tegenstander uitslag         | rang        |
| ------------ | --------- | ------------------------ | ----------------------- | -------------------- | ---------- | -------------------------------- | ------------------------ | -------------------------- | ---------------------------- | ----------- |
| Kevin Cordón | enkelspel | L Muñoz W (21–14, 21–12) | Ng K L W (22-20, 21-13) | n.v.t.               | 1 Q        | M Caljouw W (21-17, 3-21, 21-19) | Heo K-h W (21-13, 21-18) | V Axelsen V (18-21, 11-21) | A S Ginting V (11-21, 13-21) | 4           |

Vrouwen
| atlete          | onderdeel | groepsfase           | groepsfase                 | groepsfase           | groepsfase | eliminatie           | kwartfinale          | halve finale         | finale / BM          | finale / BM |
| atlete          | onderdeel | tegenstander uitslag | tegenstander uitslag       | tegenstander uitslag | rang       | tegenstander uitslag | tegenstander uitslag | tegenstander uitslag | tegenstander uitslag | rang        |
| --------------- | --------- | -------------------- | -------------------------- | -------------------- | ---------- | -------------------- | -------------------- | -------------------- | -------------------- | ----------- |
| Nikté Sotomayor | enkelspel | M Li V (8-21, 9-21)  | M Repiská V (19-21, 12-21) | n.v.t.               | 3          | niet geplaatst       | niet geplaatst       | niet geplaatst       | niet geplaatst       | 15          |

### Gewichtheffen
Vrouwen
| atlete         | onderdeel | trekken | trekken | stoten | stoten | totaal | rang |
| atlete         | onderdeel | score   | rang    | score  | rang   | totaal | rang |
| -------------- | --------- | ------- | ------- | ------ | ------ | ------ | ---- |
| Scarleth Ucelo | +87 kg    | 87      | 12      | 116    | 13     | 203    | 13   |

### Judo
Mannen
| atleet     | onderdeel | eerste ronde         | tweede ronde         | derde ronde          | kwartfinale          | halve finale         | herkansing           | finale / BM          | finale / BM    |
| atleet     | onderdeel | tegenstander uitslag | tegenstander uitslag | tegenstander uitslag | tegenstander uitslag | tegenstander uitslag | tegenstander uitslag | tegenstander uitslag | rang           |
| ---------- | --------- | -------------------- | -------------------- | -------------------- | -------------------- | -------------------- | -------------------- | -------------------- | -------------- |
| José Ramos | −60 kg    | n.v.t.               | Lesiuk V 00–10       | niet geplaatst       | niet geplaatst       | niet geplaatst       | niet geplaatst       | niet geplaatst       | niet geplaatst |

### Moderne vijfkamp
Mannen
| atleet            | onderdeel        | schermen (degen) | schermen (degen) | schermen (degen) | schermen (degen) | zwemmen (200 m vrije slag) | zwemmen (200 m vrije slag) | zwemmen (200 m vrije slag) | paardrijden (springen) | paardrijden (springen) | paardrijden (springen) | combinatie: schieten/lopen (10 m luchtpistool)/(3200 m) | combinatie: schieten/lopen (10 m luchtpistool)/(3200 m) | combinatie: schieten/lopen (10 m luchtpistool)/(3200 m) | totaal punten | rang |
| atleet            | onderdeel        | RR               | BR               | rang             | punten           | tijd                       | rang                       | punten                     | strafpunten            | rang                   | punten                 | tijd                                                    | rang                                                    | punten                                                  | totaal punten | rang |
| ----------------- | ---------------- | ---------------- | ---------------- | ---------------- | ---------------- | -------------------------- | -------------------------- | -------------------------- | ---------------------- | ---------------------- | ---------------------- | ------------------------------------------------------- | ------------------------------------------------------- | ------------------------------------------------------- | ------------- | ---- |
| Charles Fernández | moderne vijfkamp | 13-22            | 1                | 29               | 179              | 1.58,16                    | 8                          | 314                        | 81                     | 32                     | 219                    | 11.06,56                                                | 10                                                      | 634                                                     | 1346          | 27   |

### Roeien
Vrouwen
| atleet                         | onderdeel          | series  | series | herkansingen | herkansingen | kwartfinale | kwartfinale | halve finale | halve finale | finale  | finale |
| atleet                         | onderdeel          | tijd    | rang   | tijd         | rang         | tijd        | rang        | tijd         | rang         | tijd    | rang   |
| ------------------------------ | ------------------ | ------- | ------ | ------------ | ------------ | ----------- | ----------- | ------------ | ------------ | ------- | ------ |
| Yulissa López Jenniffer Zúñiga | lichte dubbel-twee | 7.53,35 | 6 H    | 8.13,27      | 6 FC         | bye         | bye         | bye          | bye          | 6.18,10 | 5      |

Legenda: FA=finale A (medailles); FB=finale B (geen medailles); FC=finale C (geen medailles); FD=finale D (geen medailles); FE=finale E (geen medailles); FF=finale F (geen medailles); HA/B=halve finale A/B; HC/D=halve finale C/D; HE/F=halve finale E/F; KF=kwartfinale; H=herkansing

### Schietsport
Mannen
| atleet         | onderdeel | kwalificaties | kwalificaties | finale         | finale         |
| atleet         | onderdeel | punten        | rang          | punten         | rang           |
| -------------- | --------- | ------------- | ------------- | -------------- | -------------- |
| Juan Schaeffer | skeet     | 107           | 30            | niet geplaatst | niet geplaatst |

Vrouwen
| atlete           | onderdeel | kwalificaties | kwalificaties | finale         | finale         |
| atlete           | onderdeel | punten        | rang          | punten         | rang           |
| ---------------- | --------- | ------------- | ------------- | -------------- | -------------- |
| Adriana Ruano    | trap      | 110           | 26            | niet geplaatst | niet geplaatst |
| Ana Waleska Soto | trap      | 113           | 23            | niet geplaatst | niet geplaatst |

### Wielersport

#### Wegwielrennen
Mannen
| atleet       | onderdeel    | tijd | rang |
| ------------ | ------------ | ---- | ---- |
| Manuel Rodas | wegwedstrijd | DNF  | DNF  |

### Zeilen
Mannen
| atleet              | onderdeel | race | race | race | race | race | race | race | race | race | race | race   | race   | race           | netto punten | eindnotering |
| atleet              | onderdeel | 1    | 2    | 3    | 4    | 5    | 6    | 7    | 8    | 9    | 10   | 11     | 12     | M              | netto punten | eindnotering |
| ------------------- | --------- | ---- | ---- | ---- | ---- | ---- | ---- | ---- | ---- | ---- | ---- | ------ | ------ | -------------- | ------------ | ------------ |
| Juan Ignacio Maegli | Laser     | 6    | 24   | 25   | 24   | 10   | 23   | 18   | 19   | 20   | 5    | n.v.t. | n.v.t. | niet geplaatst | 149          | 19           |

Vrouwen
| atlete          | onderdeel    | race | race | race | race | race | race | race | race | race | race | race   | race   | race           | netto punten | eindnotering |
| atlete          | onderdeel    | 1    | 2    | 3    | 4    | 5    | 6    | 7    | 8    | 9    | 10   | 11     | 12     | M              | netto punten | eindnotering |
| --------------- | ------------ | ---- | ---- | ---- | ---- | ---- | ---- | ---- | ---- | ---- | ---- | ------ | ------ | -------------- | ------------ | ------------ |
| Isabella Maegli | Laser Radial | 26   | 29   | 32   | 9    | 34   | 40   | 31   | 34   | 5    | 18   | n.v.t. | n.v.t. | niet geplaatst | 218          | 29           |

### Zwemmen
Mannen
| atleet        | onderdeel         | series | series | halve finale | halve finale | finale | finale |
| atleet        | onderdeel         | tijd   | rang   | tijd         | rang         | tijd   | rang   |
| ------------- | ----------------- | ------ | ------ | ------------ | ------------ | ------ | ------ |
| Luis Martínez | 100 m vlinderslag | 51,29  | 7 Q    | 51,30        | 8 Q          | 51,09  | 7      |

Vrouwen
| atleet          | onderdeel        | series  | series | halve finale   | halve finale   | finale         | finale         |
| atleet          | onderdeel        | tijd    | rang   | tijd           | rang           | tijd           | rang           |
| --------------- | ---------------- | ------- | ------ | -------------- | -------------- | -------------- | -------------- |
| Gabriela Santis | 200 m vrije slag | 2.07,24 | 27     | niet geplaatst | niet geplaatst | niet geplaatst | niet geplaatst |